# Clossiana sedychi
Clossiana sedychi är en fjärilsart som beskrevs av Weiss 1964. Clossiana sedychi ingår i släktet Clossiana och familjen praktfjärilar. Inga underarter finns listade i Catalogue of Life.